# Craspedochiton
Craspedochiton is een geslacht van keverslakken uit de familie van de Acanthochitonidae.

## Soorten
- Craspedochiton cornutus (Torr & Ashby, 1898)
- Craspedochiton elegans (Iredale)
- Craspedochiton hystricosus Kaas, 1991
- Craspedochiton isipingoensis (Sykes, 1901)
- Craspedochiton laqueatus (Sowerby, 1841)
- Craspedochiton pyramidalis (Is. Taki, 1938)
- Craspedochiton aberrans (Odhner, 1919)
- Craspedochiton foresti (Leloup, 1965)
- Craspedochiton liberiensis Thiele, 1909
- Craspedochiton petasa (Reeve, 1847)
- Craspedochiton producta (Carpenter in Pilsbry, 1892)
- Craspedochiton rubiginosus (Swainson MS, Hutton, 1872)
- Craspedochiton tesselatus Nierstrasz, 1905
- Craspedochiton tetricus (Carpenter in Dall, 1882)